# Lozang Čhökji Gjalcchän
Sönam Čhoglang (1570–1662) byl 4. pančhenlama tibetské buddhistické školy Gelugpa. Byl historický prvním pančhenlamou, jemuž byl tento titul udělen za života. Jeho třem předchůdcům bylo postavení v linii pančhenlamů vyčleněno až posmrtně.
Sönam Čhoglang byl učitelem 5. dalajlamy, který jej prohlásil za inkarnaci buddhy Amitábhy a udělil mu titul pančhenlama.

## Díla přeložená do češtiny
- Losang Čökji Gjelcen: Snadná cesta (2016) ISBN 978-2-88925-063-9

| Linie pančhenlamů         | Linie pančhenlamů                 | Linie pančhenlamů     |
| ------------------------- | --------------------------------- | --------------------- |
| Předchůdce: Lozang Döndub | 1570–1662 Lozang Čhökji Gjalcchän | Nástupce: Lozang Ješe |